# Ваера
«Ваера» (ашкеназ. Вайейро, др.-евр. וַיֵּרָא‬ «И явил») — одна из 54 недельных глав — отрывков, на которые разбит текст Пятикнижия (Хумаша).
Глава «Ваера»  — четвёртая по счёту глава Торы — расположена в первой книге «Брейшит». Имя своё, как и все главы, получила по первым значимым словам текста (Ваера — «И явил…»). В состав главы входят главы и стихи (ивр., мн. ч. — псуким) с глава 18: ст.1 по гл. 22: ст. 24.

## Краткое содержание главы
Бог являет Себя Аврааму, через три дня после того, как тот в возрасте 99-ти лет совершает обрезание, но когда Авраам видит трёх появившихся странников, он спешит позаботиться о них. Один из гостей — ангелов, явившихся в облике людей — сообщает Аврааму, что ровно через год бесплодная Сара родит сына, чем вызывает смех Сары]]
Авраам пытается вымолить у Всевышнего прощение городу Содому. Двое из ангелов приходят в обречённый город, где Лот, племянник Авраама, оказывает им гостеприимство и укрывает от толпы содомитян. Ангелы сообщают, что они посланы уничтожить это место и спасти Лота и его семью. Жена Лота пренебрегает запретом глядеть назад на гибнущий город и превращается в соляной столб. (Разрушение Содома и Гоморры описано в стихах 18:1—19:38)
Лот и двое его дочерей укрываются в пещере. Думая, что весь мир кроме них погиб, дочери Лота, напоив его, возлегли с ним и забеременели. Родившиеся у них сыновья стали родоначальниками народов Моава и Амона.
Авраам переезжает в Грар, где царь филистимлян Авимелех забирает Сару, снова назвавшуюся сестрой Авраама, к себе во дворец. Во сне бог предостерегает Авимелеха, что тот умрёт, если не вернёт Аврааму его жену. (Жизнь семьи Авраама описывается в стихах 20:1—21:34)
Бог дарит Саре и Аврааму сына, которого называют именем Ицхак (что значит «рассмеется»). На восьмой день Ицхаку делают обрезание. Аврааму же на момент рождения их сына 100 лет, а |Саре — 90.
Агарь и Ишмаэль изгоняются из дома Авраама. Ишмаэль чуть было не умирает в пустыне, но бог спасает его.
Авимелех приходит в Беэр-Шеву, чтобы заключить союз с Авраамом.
Бог испытывает Авраама, повелевая ему принести Ицхака в жертву на горе Мория. Когда Ицхак связан и возложен на жертвенник и Авраам заносит над ним нож, ангел останавливает его. Нашедшийся неподалёку ягнёнок приносится в жертву вместо Ицхака. (Жертовприноешние Ицхака описывается в стихах 22:1—22:24)
Авраам получает известия о том, что у его племянника Бэтуэля рождается дочь Ривка.

## Дополнительные факты
Глава разделена на семь отрывков (на иврите — алиёт), которые прочитываются в каждый из дней недели, с тем, чтобы в течение недели прочесть всю главу.
- В воскресенье читают псуким с 18:1 по 18:14
- В понедельник читают псуким с 18:15 по 18:33
- Во вторник читают псуким с 19:1 по 19:20
- В среду читают псуким с 19:21 по 21:4
- В четверг читают псуким с 21:5 по 21:21
- В пятницу читают псуким с 21:22 по 21:34
- В субботу читают псуким с 22:1 по 22:24

В понедельник и четверг во время утренней молитвы в синагогах публично читают отрывки из соответствующей недельной главы. Для главы «Ваера» это псуким с 18:1 до 18:14.
В субботу, после недельной главы читается дополнительный отрывок — гафтара — из второй книги «Млахим» (псуким 4:1—4:37).